# Media-Most
ZAO Media-Most (russe : ЗАО «Медиа-Мост») est un groupe de médias russe créé par Vladimir Goussinski en 1997 qui a disparu en 2001 après que ses actifs furent transférés à Gazprom-Media.

## Histoire
Media-Most est fondé au début de l'année 1997 par Vladimir Goussinksi qui y transfère les actifs médias du groupe Most. Goussinski quitte ensuite le groupe Most pour devenir directeur général de Media-Most.
En avril 2001, à la suite d'un conflit entre Goussinski et les autorités russes, Media-Most change de propriétaire et passe sous le contrôle de Gazprom-Media, qui récupère tous les actifs médias de Goussinski. Media-Most est radié par une décision de la Cour d'appel d'arbitrage de Moscou en mai 2001.
En mai 2003, la société Gamma-Film rachète les droits d'un certain nombre de séries produites par Media-Most et les revend à des chaînes de télévision russes, comme Pervyij Kanal, Rossiya et STS.